# Zvi Lothane

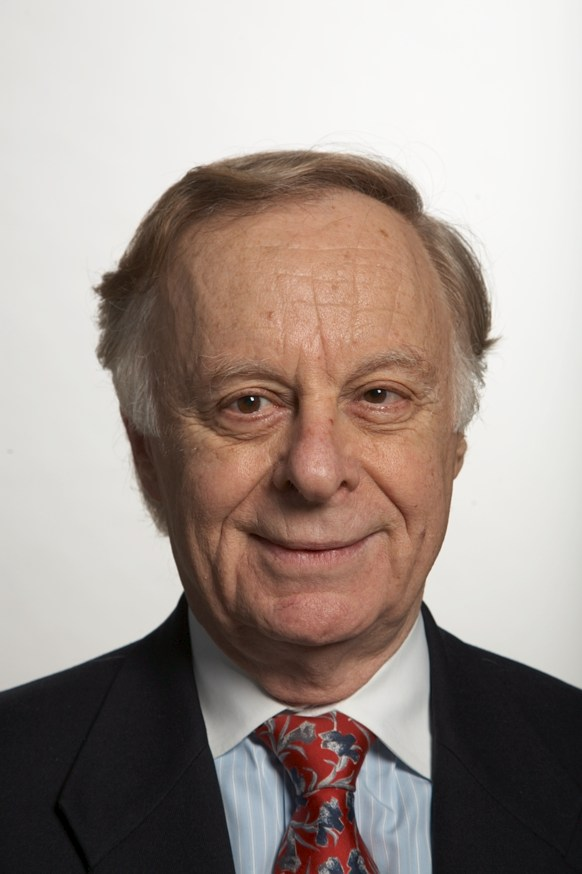
Zvi Lothane (2008)

Zvi Lothane (* 21. Mai 1934 in Lublin, Polen, als Hersz Szuldyner), auch Henry Lothane, gelegentlich Henry Zvi Lothane, ist ein US-amerikanischer Psychoanalytiker, Psychiater und Hochschullehrer. Er arbeitet als Professor für Psychiatrie an der Icahn School of Medicine am Mount Sinai Hospital in New York City. Er hat die Shoah als Kind und Jugendlicher überlebt. Er ist polnischer Herkunft.

## Frühe Prägungen
Zvi Lothane wurde im Jahr 1934 als einziges Kind jüdischer Eltern in Lublin geboren. Sein Vater, Szyja-Leib Szuldyner (* 1898), stammte aus dem Schtetl Izbica, die Mutter, Rywka Weltman (* 1907), stammte aus Bychawa in der Woiwodschaft Lublin. Der Vater war Angestellter in einer Filiale der polnischen Ölfirma Karpaty. Die Mutter unterrichtete jüdische Kinder in Polnisch. Der in der Geburtsurkunde für Zvi Lothane eingetragene Name lautete „Hersz Szuldyner“. Nach der deutsch-sowjetischen Eroberung Polens 1939 lebte die Familie von 1939 bis 1941 unter russischer Besatzung in Ostpolen. Der Vater meldete sich im Jahr 1941 freiwillig beim russischen Kommandanten des Distrikts, um die Emigration der Familie nach Russland zu ermöglichen. Hier lebte Zvi Lothane unter ständiger Bedrohung in Brest-Litovsk, in der Komi ASSR, wo sein Vater ihm das Leben rettete, und in Nischni Nowgorod. Er las Zeitungen, hörte Radio und sah Propagandafilme, in denen die Grausamkeiten der deutschen Wehrmacht und der deutschen Faschisten in den eroberten Teilen Russlands dargestellt wurden. Im Jahr 1946 erfolgte die Rückkehr der Familie von Russland nach Lublin, wo Lothane die Volksschule besuchte. Er besuchte auch das ehemalige Konzentrationslager in einem Vorort von Lublin. Sein Name wurde nun von „Hersz Szuldyner“ in „Hersz Szuldiner“ umgeschrieben. Die Eltern riefen ihn „Henio“ oder „Henryk“. Seine Lehrerin war Krystyna Mandelbaum (Modrzewska), bei der Lothane in Englisch, Musik, Geschichte und Philosophie unterrichtet wurde. Krystyna Mandelbaum war die Tochter der Konzertpianistin Franciszka Mandelbaum geb. Frenkiel und des Mediziners Hersch (Henryk) Mandelbaum, der zwischen 1935 und 1939 ärztlicher Direktor des Israelitischen Krankenhauses in Lublin gewesen war und der jüdisch-sozialistischen Partei angehörte. Hersch (Henryk) Mandelbaum hatte an den medizinischen Fakultäten der Universitäten in Breslau und Heidelberg Medizin studiert und hatte sich im Fachgebiet der Neurologie spezialisiert. Krystyna Mandelbaum (Modrzewska) wurde nach dem Zweiten Weltkrieg noch Ärztin, so unter anderem in Białystok. Sie starb im Jahr 2008 in ihrer Wahlheimat Schweden. Familie Lothane entschloss sich nach dem Zweiten Weltkrieg im Zuge der ersten Auswanderungswelle polnischer Juden im Jahr 1950 zur Auswanderung nach Israel also in das Land, in dem die heilige Sprache auch an Wochentagen und auf der Straße gesprochen werden kann. Es war nach dem Zweiten Weltkrieg erneut zu Ausschreitungen gegen Juden in Polen gekommen. In Israel wurde der Vorname „Hersz“ in „Zvi“ geändert und der Name lautete nun „Zvi Szuldiner“.

## Leben und Wirken
In Ramat Gan besuchte Lothane das Gymnasium Ohel Shem. Sein erster Hebräisch-Lehrer war ein Rabbiner aus Berlin. Wegen seiner Sprachkenntnisse arbeitete er während des anschließenden Militärdienstes als Übersetzer. Er brachte sich autodidaktisch andere Sprachen bei, so beispielsweise auch Deutsch. In einem Vortrag von Daniel Doron (* 1929) im Jahr 1952 über Wilhelm Reich begegnete Lothane erstmals der Name Sigmund Freuds. Es entstand der Wunsch nach einem Medizinstudium. Nach dem Militärdienst studierte und promovierte Lothane an der Hadassah Medizinschule der Hebräischen Universität Jerusalem. Die Approbation als Arzt erfolgte im Jahr 1962 am Beilinson Hospital in Petach Tikwa, das nach dem jüdischen Arzt und Journalisten Moshe Beilinson benannt worden war. Während des Prozesses gegen Adolf Eichmann weilte Lothane in Jerusalem. Er war damals (1962) neun Monate lang Sekundärarzt im „Talbieh Psychiatric Hospital, Jerusalem“. In diesem psychiatrischen Landeskrankenhaus waren durch den Prozess retraumatisierte Shoah-Überlebende untergebracht. Das „Talbieh Psychiatric Hospital, Jerusalem“ stand damals unter der ärztlichen Leitung des Psychiaters, Psychoanalytikers und Traumaforschers Heinrich Winnik. Anschließend emigrierte Lothane mit seiner Frau Malca, von der er die spanische Sprache erlernte und Tochter Shara in die Vereinigten Staaten. Die Einbürgerung in den USA erfolgte unter dem Namen „Zvi Lothane“, da Lothane seinen Nachnamen von „Szuldiner“ in „Lothane“ umändern ließ. In den USA arbeitete er zunächst im „Strong Memorial Hospital, Rochester NY“, wo er zwischen 1963 und 1966 eine Ausbildung bei George L. Engel absolvierte und die Ausbildung zum Facharzt für Psychiatrie abschloss. Bis 1969 arbeitete er als leitender Arzt im „Hillside Hospital, New York“. In den Jahren von 1966 bis 1972 studierte Lothane Psychoanalyse am „New York Psychoanalytic Institute“ in New York City.
Seit 1969 arbeitet Lothane als Mitglied des Lehrkörpers am Mount Sinai Hospital in New York City als Professor für Psychiatrie. In seiner Privatpraxis arbeitet er zudem als Psychiater, Psychotherapeut und Psychoanalytiker. Im Jahr 1994 wurde er Psychiatrieexperte für die Verfolgten des Naziregimes am Deutschen Konsulat in New York. Lothane ist Distinguished Life Fellow der American Psychiatric Association und Mitglied der American Psychoanalytical Association sowie der International Psychoanalytical Association mit deren erstem Vorsitzenden Franz Riklin im Jahr 1910. Von 1995 bis 1998 war er Präsident der „American Society of Psychoanalytic Physicians“. Im Jahr 1995 führte ihn sein Weg nach Deutschland in die Nervenklinik der Universität Köln zum Psychiater Uwe Henrik Peters. 2001 folgte eine Einladung des Psychiaters Werner Felber an das Universitätsklinikum Dresden, um über Schreber zu sprechen. Mit Werner Felber diskutierte Lothane die Übersetzung seines Buches über Schreber in die deutsche Sprache. Felber schrieb später das Geleitwort zu dieser deutschsprachigen Ausgabe. Mit dem Heidelberger Psychiater und Familientherapeuten Helm Stierlin sowie mit dem in Heidelberg studiert habenden Psychiater Klaus Dörner tauschte sich Lothane in New York City und Hamburg in persönlichen Gesprächen aus. Auch der Medizinhistoriker Volker Roelcke war Gast in New York. In den Jahren 2006 und 2008 war Lothane Gastprofessor des Instituts für Geschichte und Ethik der Medizin der Universität Heidelberg bei Wolfgang U. Eckart. 2006 hielt Lothane hier einen Vortrag über das Tetragramm sowie einen Vortrag über das Wort bei der Georg Groddeck-Gesellschaft in Baden-Baden. Im Jahr 2007 hielt Lothane an der Psychiatrischen Universitätsklinik Leipzig bei Holger Steinberg einen Vortrag zum Thema „Paul Schreber ist immer noch eine Herausforderung für Psychiatrie und Psychoanalyse.“
Lothane wurde in die Liste der Söhne und Töchter der Stadt Lublin aufgenommen. Lublin war im Zweiten Weltkrieg deutsches Hauptquartier für die Aktion Reinhardt. Als ehemaliger Gastprofessor des Instituts für Geschichte und Ethik der Medizin Heidelberg beschloss Lothane, Mitglied des Netzwerks Heidelberg Alumni International der Ruprecht-Karls-Universität Heidelberg zu werden. Lothane ist zudem befreundet mit dem aus Ulm stammenden Germanisten Walter Hinderer sowie dem Literaturwissenschaftler und Historiker Martin Stingelin.

## Bedeutung
Nebst zahlreichen Publikationen zur Methodologie der Psychotherapie und Psychoanalyse sowie zur Geschichte der Psychiatrie kann das wissenschaftliche Werk Zvi Lothanes folgenden Schwerpunkte zugeordnet werden:

### Sabina Spielrein: Bearbeitung der Korrespondenz zwischen Sigmund Freud und Carl Gustav Jung
Zvi Lothane trug dazu bei, dass die im Dritten Reich ermordete russische Ärztin und Psychoanalytikerin jüdischen Glaubens Sabina Spielrein (1885–1942) nicht vergessen wurde. Sabina Spielrein erlitt während ihres Medizinstudiums in der Schweiz einen Nervenzusammenbruch und wurde Patientin im renommierten Burghölzli (Psychiatrische Klinik der Universität Zürich) unter dem damaligen Chefarzt Eugen Bleuler und dessen Oberarzt C.G. Jung. So entstand die Bekanntschaft zwischen Sabina Spielrein und Carl Gustav Jung. Während der ärztlichen Behandlung Sabina Spielreins wandte sich Carl Gustav Jung an Sigmund Freud, um mit ihm die Behandlung der Patientin zu diskutieren. Lothane untersuchte diese Korrespondenz zwischen Carl Gustav Jung und Sigmund Freud. Bei dieser Untersuchung arbeitete Lothane mit dem Großneffen von Sabina Spielrein, Vladimir Shpilrain, zusammen, um die Familiengeschichte Spielrein am Leben zu erhalten. Er analysierte in diesem Zusammenhang auch die Briefe von Sigmund Freud an Karl Abraham (1913). Sabina Spielrein kehrte nach ihren Aufenthalten in der Schweiz, in Wien und Berlin, wieder nach Russland in ihre Heimatstadt Rostow zurück, wo sie gemeinsam mit ihren Brüdern während des Dritten Reiches den Tod fand. Sie selbst wurde von den Nationalsozialisten ermordet. Ihre Brüder wurden höchstwahrscheinlich von Stalins Roter Armee ermordet.

#### Übersetzung der Tagebücher Sabina Spielrein
Das russische Tagebuch, das Sabina Spielrein von 1896 bis 1905 geführt hatte, erschien in deutscher Übersetzung erstmals 1994 in einer Dissertation von Irene Wackenhut und Anke Willke, die den programmatischen Titel Sabina Spielrein, Mißbrauchüberlebende und Psychoanalytikerin. Eine Studie ihres Lebens unter besonderer Berücksichtigung ihrer Tagebücher und ihres Briefwechsels trug. Akademische Betreuer waren Wolfgang U. Eckart und Zvi Lothane. Die Gegenüberstellung der ‚Überlebenden‘ und der Psychoanalytikerin, die anderen Menschen beim Überleben half, wurde richtungsweisend für die weitere literarisch-dramatische Aufbereitung des ‚Falls‘.  Zwischen 2018 und 2023 übersetzte Lothane mit Hilfe von Vladimir Shpilrain die russischen Tagebücher von Sabina Spielrein in die englische Sprache. Die zugehörige Publikation erschien im Jahr 2023.

### Daniel Paul Schreber: Entwicklung eines modifizierten Paradigmas der Schreber Interpretation
Lothanes hauptsächliches wissenschaftliches Anliegen gilt allerdings – neben der Beschäftigung mit den Werken Sigmund Freuds, Carl Gustav Jungs, sowie Eugen Bleulers und Otto Fenichels – dem „Fall Daniel Paul Schreber“ in der Heil- und Pflegeanstalt Pirna (Schloss Sonnenstein), dessen Krankheitsstadien und Rehabilitation er bis heute verfolgt. Er ist weltweit einer der besten Kenner des „Falles Schreber.“ Die erste Einladung von Zvi Lothane nach Sachsen, dem deutschen Heimatland Schrebers's, vereinbarte der Dresdner Psychiater Werner Felber zu einer bedeutsamen regionalen psychiatriegeschichtlichen Tagung 2001 in Dresden. Lothane war weiterhin einer der Hauptredner auf dem internationalen Schreber-Kongress im April 2011 in der Gedenkstätte Pirna-Sonnenstein, auf dem vor allem die Schreber-Interpretation Sigmund Freuds kritisch gewürdigt wurde. Lothane verwehrte sich in seinen Arbeiten gegen Heinz Kohut und dessen Erklärung des Nazi-Phänomens in Begriffen einer Pathologie Hitlers, um die angebliche Psychose Hitlers mit der von Moritz Schreber (Vater von Daniel Paul Schreber) gleichzusetzen. Auch widersprach Lothane William G. Niederland und dessen These vom Haustyrannen Moritz Schreber, der seinen Sohn in vielfältigster Weise missbraucht haben solle. Lothane verließ das Paradigma der „Schwarzen Pädagogik“ Moritz Schrebers und regte somit einen Paradigmenwechsel in der Schreber-Interpretation an. Das Geleitwort zu Lothanes maßgeblichem Werk über Schreber „Seelenmord und Psychiatrie. Zur Rehabilitierung Schrebers“ schrieb der Dresdener Psychiater Werner Felber, der auch hauptanteilig die deutsche Bearbeitung besorgte.
Schrebers Phantasien und Wahnvorstellungen führten diesen auch in das Alte Testament in das Buch Hiob und zu Goethes Faust. Lothane schenkte diesen Phantasien besondere Aufmerksamkeit und folgte ihren Spuren in der zugehörigen Literatur. Auch die Begriffsgeschichte wurde berücksichtigt.
Lothane beschäftigte sich ebenfalls mit dem Verhalten des Krankenwartpersonals in der Heil- und Pflegeanstalt Pirna-Sonnenstein und der Klinik Paul Flechsigs.
Im Jahr 1994 wurde Zvi Lothane von dem im Jahr 1972, auf Einladung des Politikers der „Sozialdemokratischen Partei Österreich (SPÖ)“, Christian Broda (1916–1987), aus den USA nach Wien zurück gekehrten Ernst Federn (1914–2007), dem Sohn des Psychoanalytikers Paul Federn, zu einem Vortrag über die Psychoanalyse nach Wien eingeladen. Im November des Jahres 2016 weilte Lothane an der Sigmund Freud Privatuniversität Wien zu einem Gastvortrag über Daniel Paul Schreber sowie als Seminarleiter eines Seminars über die Psychoanalyse.

### Einführung der Dramatologie in die interpersonelle Psychoanalyse
Seit 1978 hat Lothane zudem ca. 80 Arbeiten zur Methodologie der Psychoanalyse und Psychotherapie veröffentlicht. Er befasste sich auch mit der von Ludwig Binswanger beschriebenen „Gefühlsdiagnose“. Um die zwischenmenschliche Dimension in Psychiatrie und Psychotherapie zu stärken, hat Lothane die Dramatologie als neues Paradigma eingeführt, welches „statt der Beschränkung auf Narratologie, deskriptive Erzählung, die Bedeutung von Handlung und Dialog im Leben, bei der Entstehung von Symptomen und in der Interaktion zwischen Arzt und Patient hervorhebt und als Beitrag zu einer interpersonellen Psychoanalyse konzipiert ist“. Lothane bevorzugte dabei die Theorie Harry Stack Sullivans der „Interpersonal Psychoanalysis.“ In der Dramatologie nutzte Zvi Lothane auch den Ansatz von Michael Balint über die primäre Liebe, sowie den Ansatz von Sandor Ferenczi, den „dramatologist of love.“ Ebenso wurde Lothane inspiriert von dem polnischen Philosophen und Priester Józef Tischner, der zur Phänomenologie und zur Philosophie des Dramas gearbeitet hatte, ohne allerdings die Bezeichnung „Dramatologie“ explizit zu verwenden. Lothane bezog sich auch auf den amerikanischen Psychoanalytiker Ralph R. Greenson, der „confrontation“, „clarification“, „interpretation“ und „working through“ (dt. Konfrontation, Klärung, Deutung und Durcharbeiten) zu wichtigen Elementen des analytischen Verfahrens gemacht hatte. Eine weitere wichtige Rolle in der Theoriebildung Lothanes zur Rolle der Dramatologie in der Psychoanalyse spielte der US-amerikanische Psychoanalytiker Hans Loewald (1906–1993), der die gesprochene Sprache aufgrund ihrer zentralen Rolle im menschlichen Handeln als ein dominierendes Element im Drama benannte.

### Arbeiten zum 20. Jahrhundert als dem Jahrhundert der Totalitarismen
Lothane beschäftigte sich mit den Zusammenhängen zwischen Massenpsychologie und totalitären Regimen im 20. Jahrhundert als dem Jahrhundert der Totalitarismen. Primär interessierte er sich dabei für den Nationalsozialismus und dessen Entstehungsgeschichte im 19. Jahrhundert. Er verdeutlichte den rassistischen Antisemitismus des 19. Jahrhunderts unter anderem an der Person des jüdischen Bankiers Gerson von Bleichröders, der enger Berater Otto von Bismarcks war. Lothane griff Ideen Sigmund Freuds und Wilhelm Reichs auf, um massenpsychologische Phänomene zu erläutern. Speziell die Arbeiten Wilhelm Reichs nutzte er zur psychologischen Analyse von Adolf Hitler. Auch beschäftigte sich Lothane mit der Verfolgung deutscher Ärzte und Psychoanalytiker jüdischen Glaubens während des Dritten Reiches. Durch diese Verfolgung verschwand die jüdische Psychoanalyse in Deutschland. Fast zwangsläufig beschäftigte sich Lothane deshalb mit den Problemen psychoanalytischer Ausbildungskandidaten während des Hitler-Faschismus sowie der Biographie von Ernst Federn, dem Sohn von Paul Federn. Ernst Federn, ein Pionier der psychologischen Analyse des Lebens in Konzentrationslagern, war persönlicher Bekannter von Zvi Lothane in New York. Die Ehepaare Federn und Lothane standen in gutem Kontakt zueinander. Lothane bezeichnete Paul Federn, Ernst Federn sowie Max Eitingon neben Sigmund Freud als Epigonen der Psychoanalyse, deren medizinisches Gedankengut von den Nationalsozialisten vernichtet werden sollte.
Lothane widersprach Hannah Arendt und deren Einschätzung, dass Adolf Eichmann von „empörender Dummheit“ gewesen sei. Eichmann, so Lothane, wusste wohl überlegt und gut durchdacht, sehr genau, was er tat. Weder das Böse noch ein Architekt des Holocaust könnten als banal betrachtet werden. Lothane stellte fest, dass Hannah Arendt Eichmann nicht gesehen hatte, als er für seine Bosse Hitler, Himmler und Heydrich arbeitete und speziell die Deportation von Juden aus Ungarn und Tschechien im letzten Kriegsjahr nach Auschwitz organisierte.
Die Frage nach der Entstehung des Bösen in der Welt, eine der Leitfragen im Denken Martin Bubers, wurde von Lothane anhand wichtiger Denker in der Geschichte der Psychiatrie und Psychoanalyse, wie Sigmund Freud, Alfred Adler, Josef Breuer et al. durchbuchstabiert. Lothane versuchte anhand der Ereignisse des Ersten und Zweiten Weltkriegs, des Holocaust sowie anhand der Auseinandersetzung zwischen Freud und Breuer im „Fall Anna O.“ eine eigene Antwort auf diese Frage zu finden.

### Spezielle Arbeiten zu Sigmund Freud

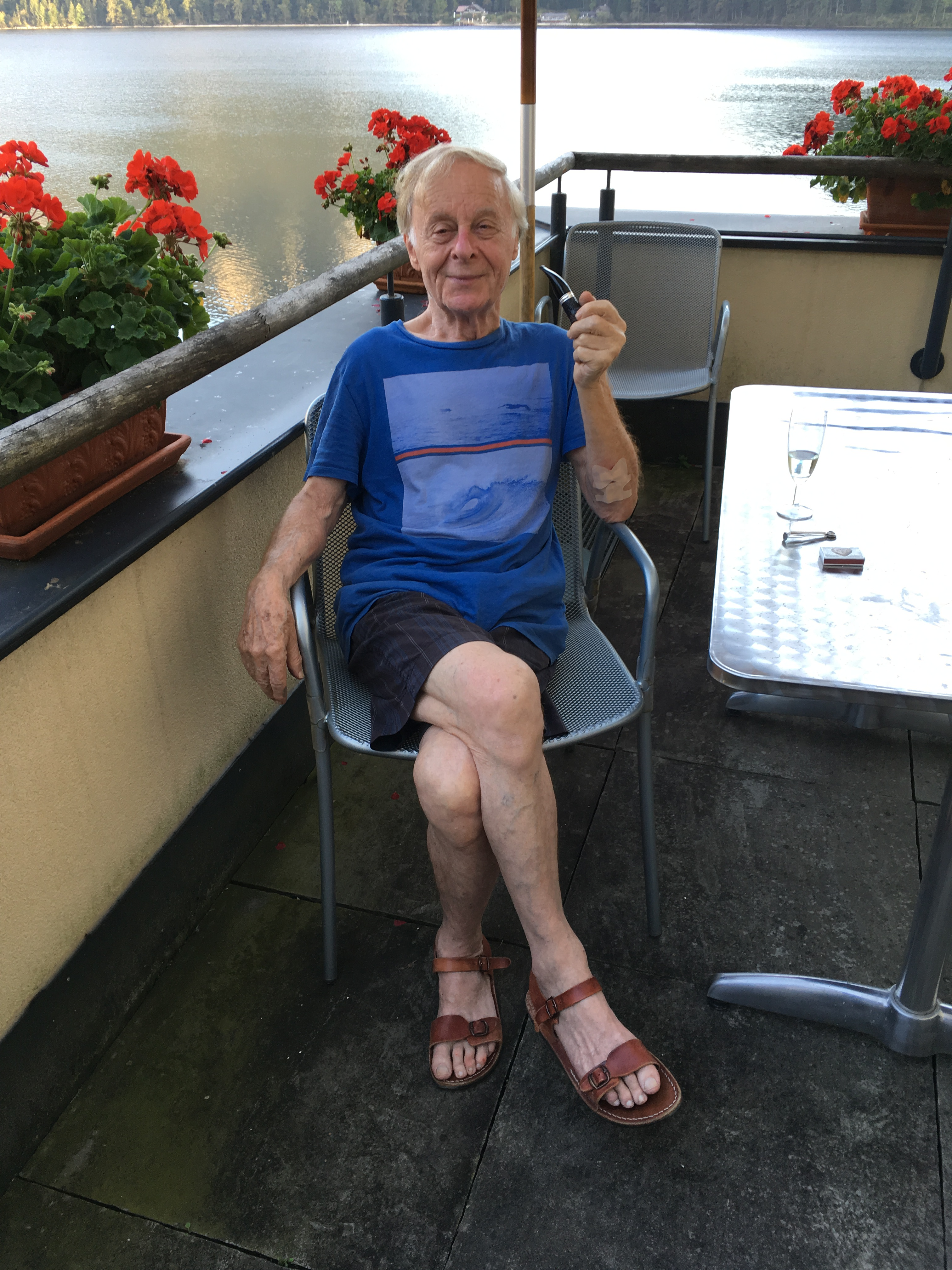
Zvi Lothane in Altaussee, Österreich im September 2018

Die Liebe Lothanes zu Freud entwickelte sich und wurde stark beeinflusst durch Otto Isakower, einen klassischen Freudianer der zweiten Generation. Isakower war Mitglied der Wiener Psychoanalytischen Vereinigung (WPV) und verließ Wien im Jahr 1938, um der Verfolgung durch die Nationalsozialisten zu entgehen. Eine weitere wichtige Rolle für Lothane spielte der in Lemberg geborene Psychoanalytiker Eduard Kronengold, der ebenfalls  Mitglied der Wiener Psychoanalytischen Vereinigung war. Eduard Kronengold war ab dem Jahr 1925 am Psychoanalytischen Ambulatorium der WPV tätig. Auch er emigrierte, ähnlich wie Otto Isakower, im Jahr 1938 in die USA und arbeitete dort am Mount Sinai Hospital. Lothane selber bezeichnete sich als Mischung aus einem traditionellen und einem unabhängigen Freudianer. Lothane beschäftigte sich mit dem «Freud Bashing» und versuchte, einen Unterschied zu treffen zwischen den «Freud Bashers» und den «Freud Critics», also denjenigen, welche die Psychoanalyse Freud’scher Provenienz mehr oder weniger ganz ablehnen und denjenigen, die lediglich Kritik an Freud üben. Lothane beschäftigte sich auch mit dem jungen Sigmund Freud und der Problematik, aus dem osteuropäischen Judentum zu kommen und in Wien Fuß zu fassen. In der Hauptstadt der langsam zerbröckelnden Großmacht Oesterreich-Ungarns wurde Individualismus möglich und es wurde auch über Sexualität gesprochen. Dies prägte den jungen Freud, so Lothane.

## Ausblick
Zvi Lothanes Schüler ist der Übersetzungswissenschaftler Noam Ordan in Haifa, Israel.

## Ehrungen
- 1991: The Nancy Roeske Certificate of Excellence for Teaching of Medical students (Auszeichnung der American Psychiatric Association)
- 1993: „Authors’ recognition Award“ des Postgraduate Center for Mental Health, für das Buch „In Defense of Schreber: Soul Murder and Psychiatry“
- 2011: Thomas S. Szasz Award for outstanding contributions to the cause of civil liberties
- 2013: Ehrenmitglied der Polnischen Psychiatrischen Vereinigung
- 2014: Schirmherr von „Healing Souls“ Heidelberg[65]

## Veröffentlichungen (Auswahl)
- A new metapsychology: psychoanalysis as storymaking. In: International Forum for Psychoanalysis. Band 1, 1984, S. 65–84.
- In defense of Schreber: soul murder and psychiatry. Hillsdale, NJ [u. a.] : Analytic Pr. 1992 ISBN 0-88163-103-5
- Buchbesprechung: Sander L. Gilman, H. King, Roy Porter, G.S. Rousseau&E. Showalter: Hysteria beyond Freud, Berkeley California University Press, 1993, in: Hysteria beyond Freud. Psychoanalytic books, 6(1) 1995: 74–87.
- Die Verknüpfung von Sohn und Vater Schreber mit Hitler. Ein Fall von historischem Rufmord. In: Werkblatt – Zeitschrift für Psychoanalyse und Gesellschaftskritik. Band 36, 1996, S. 108–127.
- Tenero amore e transfert: lettere inedited tra C.G. Jung e Sabine Spielrein. Studi Jungliani 6(2003): 97–121.
- Tender love and transference: Unpublished letters of C.G. Jung and Sabina Spielrein. Discussion. Addendum on love. In: Coline Covington, Barbara Wharton: Sabine Spielrein: Forgotten Pioneer of Psychoanalysis. Brunner-Routledge, Hove 2003, ISBN 1-58391-903-1, S. 189–222.
- Seelenmord und Psychiatrie – Zur Rehabilitierung Schrebers. Psychosozial-Verlag, Giessen 2004, deutsche Bearbeitung Hartmut Raguse und Geleitwort von Werner Felber. ISBN 3-89806-242-2 (katalog.ub.uni-heidelberg.de).
- La réalite du trauma/Le trauma de la réalité, considérations cliniques et théoriques. In: Psychologie Clinique. No. 24, 2007, S. 37–63.
- Mit Schreber Freud die Stirn geboten. In: Psychoanalyse im Widerspruch. 1/Band 40, 2008, S. 61–90 (katalog.ub.uni-heidelberg.de).
- Dramatology in life, disorder, and psychoanalytic therapy: A further contribution to interpersonal psychoanalysis. In: International Forum of Psychoanalysis. Band 18, H. 3, 2009, S. 135–148.
- Romancing psychiatry: Paul Schreber, Otto Gross, Oskar Panizza – personal, social and forensic aspects. In: Werner Felber, Albrecht Götz von Olenhusen, Gottfried Maria Heuer, Bernd Nitzschke (Hrsg.): Psychoanalyse und Expressionismus. 7. Internationaler Otto-Gross-Kongress, Dresden. LiteraturWissenschaft.de, Marburg 2010, ISBN 978-3-936134-23-0, S. 461–493.
- The partnership of psychoanalysis and psychiatry in the treatment of psychoses and borderline states: its evolution. In: North America. The Journal of the American Academy of Psychoanalysis and Dynamic Psychiatrie. Band 39, H. 3, 2011, S. 499–523.
- Review of Freud’s Brautbriefe (Letters Sigmund Freud and Martha Bernay). In: The Psychoanalytic Quarterly. Band 81, H. 3, 2012, S. 806–810.
- Psychiatric Professor honoris cause Dr. jur. Daniel Paul Schreber ist immer noch eine Herausforderung für die Psychiatrie und die Psychoanalyse. In: Psychoanalyse im Widerspruch. Band 48, S. 45–76.
- Wilhelm Reich revisited: Die Rolle der Ideologie in der Charakteranalyse des Individuums versus in der Charakteranalyse der Massen. In: texte. psychoanalyse. ästhetik. kulturkritik. Passagen Verlag Linz, Heft 03/2015, 35. Jg.
- Thomas S. Szasz. In: Jeffrey A. Schaler, Henry Zvi Lothane, Richard E. Vatz (Hrsg.): Thomas S. Szasz. The Man and his Ideas. Transaction Publishers, imprint of Tayler&Francis, an Informa Business, 2017, S. 13+214.
- Lessons of the Holocaust. In: Irina Brenner (Hrsg.): The Handbook of Psychoanalytic Holocaust Studies, Routledge London and New York 2020, Chapter 1, pp 3–17.
- 2021: My life with Paul Schreber. In: International Forum of Psychoanalysis. German themes in psychoanalysis. Part four. Routledge, Vol. 30, No. 1, p. 9 f.
- Jonathan House (ed.) (2023). The Untold Story of Sabina Spielrein. Healed & Haunted by Love. Translated by Henry Zvi Lothane with the collaboration of Vladimir Shpilrain. Unpublished Russian Diary and Letters.  UITbooks, NYC. Foreword Henry Zvi Lothane: Digitalisat
- 2023: Mein Leben mit Paul Schreber. In: Dynamische Psychiatrie/Dynamic Psychiatrie. Internationale Zeitschrift für Psychiatrie und Psychoanalyse, (56), Heidelberg: Mattes, S. 203–235. (Deutsche Fassung der englischsprachigen Publikation von „My Life with Paul Schreber“. International Forum of Psychoanalysis, 2021).
- The Untold Story of Sabina Spielrein. Healed & Haunted by Love. Unpublished Russian Diary and Letters. Translated by Henry Zvi Lothane with the Collaboration of Vladimir Shpilrain. The Unconscious in Translation, New York 2023.  ISBN 978-1942254201

### Buchbesprechungen
- Martin Stingelin: Besprechung von „Seelenmord und Psychiatrie. Zur Rehabilitierung Schrebers“. In: Süddeutsche Zeitung. 8. Juni 2004.

## Videoclips
- YouTube: Literature and Psychoanalysis. Roundtable Discussion with Maurice Charney, Geoffrey Hartmann, Paul Schwaber, Meredith Anne Skura und Zvi Lothane, 2. Mai 2008.
- YouTube: Love, Dependence and Addiction: Prof. Henry Lothane, Icahn School of Medicine Mount Sinai New York, USA: Love, Dependence and Addiction. Friendly Evening Conference at Tranowskie Góry, Poland, 2016 (37 Min.).